# Broadfield (Crawley)
Broadfield is een wijk in het bestuurlijke gebied Crawley, in het Engelse graafschap West Sussex. 